# Eleições legislativas regionais na Madeira em 2024
As eleições legislativas regionais na Madeira em 2024, também designadas eleições para a Assembleia Legislativa da Região Autónoma da Madeira, realizaram-se a 26 de maio de 2024, sendo antecipadas em mais de três anos face ao término normal da legislatura, que apenas deveria ocorrer entre setembro e outubro de 2027. A data foi definida pelo presidente Marcelo Rebelo de Sousa a 27 de março de 2024, na sequência da dissolução da Assembleia Legislativa da Madeira, que foi decretada pelo Presidente da República depois da demissão do presidente do Governo Regional, Miguel Albuquerque, a 5 de fevereiro de 2024, que foi constituído arguido por suspeitas de corrupção e levou à demissão do XIV Governo Regional. Uma vez que, à data da demissão do presidente do Governo Regional, não tinham ainda decorrido seis meses desde a realização das eleições regionais de 2023, não era constitucionalmente possível ao Presidente da República dissolver a Assembleia Legislativa da Madeira, pelo que apenas a 27 de março de 2024 o Presidente da República procedeu à audição dos partidos políticos e do Conselho de Estado, nos termos constitucionais, e decretou a dissolução da Assembleia Legislativa da Madeira, fixando a data das eleições regionais antecipadas para 26 de maio de 2024.
O atual presidente do Governo Regional, Miguel Albuquerque, do Partido Social Democrata (PSD), concorreu e foi reeleito novamente para a presidência do PSD/Madeira, pelo que, apesar de ter sido constituído arguido por suspeitas de corrupção, encabeçou a lista do PSD. Ao contrário do anterior ato eleitoral, a coligação PPD/PSD.CDS-PP desfez-se, pelo que PSD e CDS-PP disputaram as eleições em listas separadas.
O período oficial de campanha foi fixado entre os dias 12 e 24 de maio de 2024.

## Sistema eleitoral
Os atuais 47 deputados do parlamento regional madeirense são eleitos num círculo eleitoral único por representação proporcional segundo o método D'Hondt, coincidindo com o território da Região.

## Moção de censura
Uma moção de censura ao Governo Regional da Madeira, liderado por Miguel Albuquerque, levou à demissão do Governo Regional, nos termos do Art.º 86.º da Constituição da República Portuguesa. Face a este acontecimento, que se deu a 17 de Dezembro de 2024, Miguel Albuquerque diz manter intenção para a recandidatura que, embora prevista para 2028, terá de ser antecipada em razão da demissão do governo. A aprovação da moção de censura é histórica em natureza, sendo a primeira moção de censura alguma vez aprovada na Assembleia Regional da Madeira, e a iniciativa legislativa deveu-se ao CHEGA.

## Partidos

### Composição anterior
A tabela abaixo lista os partidos representados na Assembleia Legislativa da Madeira antes das eleições:
| Partidos | Partidos                                                                                    | Partidos | Cabeça de lista       | Ideologia                                                      | Espectro                  |
| -------- | ------------------------------------------------------------------------------------------- | -------- | --------------------- | -------------------------------------------------------------- | ------------------------- |
|          | Partido Social Democrata                                                                    | PPD/PSD  | Miguel Albuquerque    | Liberalismo clássico Conservadorismo liberal Social-democracia | Centro-direita            |
|          | Partido Socialista                                                                          | PS       | Paulo Cafôfo          | Socialismo                                                     | Centro-esquerda           |
|          | Juntos Pelo Povo                                                                            | JPP      | Élvio Sousa           | Liberalismo social Regionalismo                                | Centro                    |
|          | CHEGA                                                                                       | CH       | Miguel Castro         | Direita radical Populismo de direita Conservadorismo nacional  | Direita/Extrema-direita   |
|          | CDS – Partido Popular                                                                       | CDS-PP   | José Manuel Rodrigues | Democracia cristã Conservadorismo                              | Centro-direita/Direita    |
|          | Coligação Democrática Unitária - Partido Comunista Português - Partido Ecologista Os Verdes | PCP-PEV  | Edgar Silva           | Comunismo Ecossocialismo                                       | Esquerda/Extrema-esquerda |
|          | Iniciativa Liberal                                                                          | IL       | Nuno Morna            | Liberalismo clássico Liberalismo económico Liberalismo social  | Centro-direita            |
|          | Pessoas–Animais–Natureza                                                                    | PAN      | Mónica Freitas        | Direitos dos animais Ambientalismo                             | Centro-esquerda           |
|          | Bloco de Esquerda                                                                           | BE       | Roberto Almada        | Socialismo Anticapitalismo Populismo de esquerda               | Esquerda/Extrema-esquerda |

### Partidos que concorreram (por ordem alfabética)
A tabela abaixo lista todos os partidos que concorreram à Assembleia Legislativa da Madeira em 2024:
| Partidos | Partidos                                                                                    | Partidos | Cabeça de lista       | Ideologia                                     | Espectro                    |
| -------- | ------------------------------------------------------------------------------------------- | -------- | --------------------- | --------------------------------------------- | --------------------------- |
|          | Alternativa Democrática Nacional                                                            | ADN      | Miguel Pita           | Tradicionalismo Nacionalismo                  | Direita a Extrema-direita   |
|          | Bloco de Esquerda                                                                           | BE       | Roberto Almada        | Socialismo Populismo de esquerda              | Esquerda                    |
|          | CDS – Partido Popular                                                                       | CDS-PP   | José Manuel Rodrigues | Conservadorismo Liberalismo económico         | Direita                     |
|          | Coligação Democrática Unitária - Partido Comunista Português - Partido Ecologista Os Verdes | PCP-PEV  | Edgar Silva           | Comunismo Ecossocialismo                      | Esquerda a Extrema-esquerda |
|          | Chega                                                                                       | CH       | Miguel Castro         | Conservadorismo nacional Populismo de direita | Extrema-direita             |
|          | Iniciativa Liberal                                                                          | IL       | Nuno Morna            | Liberalismo económico Liberalismo cultural    | Centro-direita              |
|          | Juntos Pelo Povo                                                                            | JPP      | Élvio Sousa           | Regionalismo Liberalismo social               | Centro-esquerda             |
|          | Livre                                                                                       | L        | Marta Sofia           | Ambientalismo Progressismo                    | Esquerda                    |
|          | Partido da Terra                                                                            | MPT      | Valter Rodrigues      | Ecocapitalismo Conservadorismo                | Centro a Centro-direita     |
|          | Pessoas-Animais-Natureza                                                                    | PAN      | Mónica Freitas        | Direitos dos animais Ambientalismo            | Centro-esquerda             |
|          | Partido Trabalhista Português                                                               | PTP      | Raquel Coelho         | Trabalhismo Social Democracia                 | Esquerda a Centro-esquerda  |
|          | Partido Socialista                                                                          | PS       | Paulo Cafôfo          | Social Democracia Progressismo                | Centro-esquerda             |
|          | Partido Social Democrata                                                                    | PPD/PSD  | Miguel Albuquerque    | Liberalismo económico Conservadorismo liberal | Centro-direita a Direita    |
|          | Reagir Incluir Reciclar                                                                     | RIR      | Liana Reis            | Universalismo Ambientalismo                   | Sincrético                  |

1. ↑  Lusa. «Madeira. Presidente da República dissolve Assembleia e convoca eleições para 26 de maio». RTP. Consultado em 7 de abril de 2024
2. ↑  Inês Capucho. «Madeira. CDS confirma fim da coligação com PSD e fala em "rescisão sem justa causa"». Observador. Consultado em 7 de abril de 2024
3. ↑  «Mapa-calendário das operações eleitores - eleições regionais da Madeira 2024» (PDF). CNE. Consultado em 10 de maio de 2024
4. ↑  http://www.cne.pt/content/eleicao-para-assembleia-legislativa-da-regiao-autonoma-da-madeira-2007
5. ↑  «Governo da Madeira caiu. Albuquerque pede eleições e garante que será recandidato»
6. ↑  «Cristas quer "maioria no espaço político de centro-direita" nas eleições». Política Ao Minuto. 26 de agosto de 2019. Consultado em 27 de agosto de 2019
7. ↑  «PCP é "o partido com mais dinheiro no banco" apesar de ser "anti-capitalista"». Polígrafo SIC
8. ↑  Boletim de voto - Eleições Regionais na Madeira 2024